# Aedes natalensis
Aedes natalensis är en tvåvingeart som beskrevs av Edwards 1930. Aedes natalensis ingår i släktet Aedes och familjen stickmyggor. Inga underarter finns listade i Catalogue of Life.